# Remig Stumpf
Pour les articles homonymes, voir Stumpf.
Remig Stumpf est un coureur cycliste allemand né le 25 mars 1966 à Schweinfurt (RFA) et mort le 14 mai 2019 à Bergrheinfeld (Allemagne). Il devient professionnel en 1988 et le reste jusqu'en 1993.

## Carrière
Stumpf, qui commence le cyclisme en courant pour le RSG Nuremberg, est l’un des meilleurs coureurs allemands sur route des années 1980. Il obtient des bons résultats dans les classes de jeunes. En 1986, il gagne en étant amateur, le Tour de Cologne, le Tour de Berlin et le Tour de Düren. Au Tour de Suisse en 1987, il remporte la cinquième étape. En 1987 et 1988, il remporte le Ernst-Sachs-Tour. En 1987, il participe à la Course de la Paix où le départ est donné à Berlin et remporte la 13e étape. En 1987 et 1988, il est champion d'Allemagne du contre-la-montre amateurs.
En 1988, il participe aux Jeux olympiques de Séoul, sur la course sur route individuelle (14e place) et le contre-la-montre par équipes. Il devient ensuite professionnel chez Toshiba. En 1991 et 1992, il participe au Tour de France, mais abandonne à chaque fois. Il court également des courses de six jours et remporte à deux reprises les Six jours de Cologne, en 1992 avec Bruno Holenweger et en 1993 avec Urs Freuler.
En 1993, Stumpf met un terme à sa carrière de cycliste à 27 ans. Il joue ensuite au football américain puis ouvre un restaurant à Schweinfurt,.
Le 14 mai 2019, Remig Stumpf et son épouse Mirjam, avec qui, il était récemment séparée, sont retrouvés morts dans une maison de Bergrheinfeld. Une fois l'autopsie terminée, les enquêteurs ont confirmé que Stumpf a tué sa femme, puis s'est suicidé. Le couple avait trois enfants, Stumpf a également laissé un enfant de son premier mariage.

## Palmarès sur route
- 1983

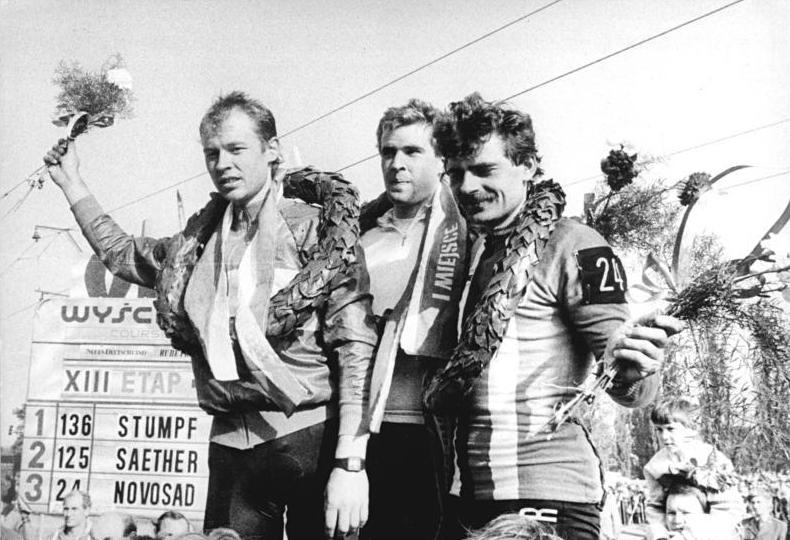
En 1987, Stumpf (au centre) remporte la 13e étape de la Course de la Paix.

  - Internationale 3-Etappen-Rundfahrt (de)
  - 6e du championnat du monde sur route juniors
- 1986
  - Tour de Cologne
  - Tour de Berlin
  - Tour de Düren
  - 2e du championnat d'Allemagne du contre-la-montre par équipes amateurs
- 1987
  -  Champion d'Allemagne du contre-la-montre amateurs
  - Ernst-Sachs-Tour
  - 13e étape de la Course de la Paix
  - 3e du championnat d'Allemagne du contre-la-montre par équipes amateurs
- 1988
  -  Champion d'Allemagne du contre-la-montre amateurs
  -  Champion d'Allemagne du contre-la-montre par équipes amateurs
  - Ernst-Sachs-Tour
  - 4e étape du Tour du Vaucluse
- 1989
  - 1re, 3e et 5e étapes du Tour de Grande-Bretagne
  - 5ea étape  du Tour de Suisse
  - 4e étape des Quatre Jours de Dunkerque
  - 2e du Tour de la Communauté valencienne
  - 3e du Tour de Grande-Bretagne
  - 3e du Circuit Het Volk
- 1990
  - 2e étape du Tour de la Communauté valencienne
- 1991
  - 1re étape des Quatre Jours de Dunkerque
  - 3e de À travers la Belgique
- 1993
  - 4e étape du Tour de la Communauté valencienne

### Résultats sur les grands tours

#### Tour de France
2 participations 
- 1991 : abandon (17e étape)
- 1992 : abandon (13e étape)

## Palmarès sur piste
- 1992
  - Six jours de Cologne (avec Bruno Holenweger)
- 1993
  - Six jours de Cologne (avec Urs Freuler)